# Olympische Sommerspiele 1972/Schwimmen – 100 m Rücken (Frauen)
Der Schwimmwettkampf über 100 Meter Rücken der Frauen bei den Olympischen Spielen 1972 in München wurde vom 1. bis 2. September ausgetragen.

## Ergebnisse

### Vorläufe

#### Vorlauf 1
| Rang | Athletin              | Nation             | Zeit (min) | Anm. |
| ---- | --------------------- | ------------------ | ---------- | ---- |
| 1    | Melissa Belote        | Vereinigte Staaten | 1:06,60    |      |
| 2    | Tinatin Lekweischwili | Sowjetunion        | 1:07,84    |      |
| 3    | Marianne Vermaat      | Niederlande        | 1:09,14    |      |
| 4    | Susanne Niesner       | Schweiz            | 1:09,16    |      |
| 5    | Kazu Fujimura         | Japan              | 1:09,81    |      |
| 6    | Diana Ashton          | Großbritannien     | 1:10,90    |      |

#### Vorlauf 2
| Rang | Athletin             | Nation      | Zeit (min) | Anm. |
| ---- | -------------------- | ----------- | ---------- | ---- |
| 1    | Wendy Cook           | Kanada      | 1:07,00    |      |
| 2    | Sue Lewis            | Australien  | 1:08,06    |      |
| 3    | Deborah Palmer       | Australien  | 1:08,68    |      |
| 4    | Annemarie Groen      | Niederlande | 1:09,55    |      |
| 5    | Susan Hunter         | Neuseeland  | 1:10,06    |      |
| 6    | Kikuyo Ishii         | Japan       | 1:10,44    |      |
| 7    | Ildikó Szekeres      | Ungarn      | 1:11,20    |      |
| 8    | Felicia Ospitaletche | Uruguay     | 1:13,99    |      |

#### Vorlauf 3
| Rang | Athletin           | Nation             | Zeit (min) | Anm. |
| ---- | ------------------ | ------------------ | ---------- | ---- |
| 1    | Christine Herbst   | DDR                | 1:07,96    |      |
| 2    | Susie Atwood       | Vereinigte Staaten | 1:08,30    |      |
| 3    | Debra Cain         | Australien         | 1:08,81    |      |
| 4    | Sylvie Le Noach    | Frankreich         | 1:09,25    |      |
| 5    | Natalija Jerschowa | Sowjetunion        | 1:09,26    |      |
| 6    | Diana Olsson       | Schweden           | 1:09,86    |      |
| 7    | Christine Fulcher  | Irland             | 1:10,63    |      |
| 8    | Diana Sutherland   | Großbritannien     | 1:12,12    |      |

#### Vorlauf 4
| Rang | Athletin         | Nation         | Zeit (min) | Anm. |
| ---- | ---------------- | -------------- | ---------- | ---- |
| 1    | Andrea Gyarmati  | Ungarn         | 1:06,56    |      |
| 2    | Enith Brigitha   | Niederlande    | 1:06,71    |      |
| 3    | Annegret Kober   | BR Deutschland | 1:08,24    |      |
| 4    | Angelika Kraus   | BR Deutschland | 1:08,92    |      |
| 5    | Susanne Hilger   | DDR            | 1:09,25    |      |
| 6    | Jacqueline Brown | Großbritannien | 1:10,43    |      |
| 7    | Ong Mei Lin      | Malaysia       | 1:19,39    |      |

#### Vorlauf 5
| Rang | Athletin             | Nation             | Zeit (min) | Anm. |
| ---- | -------------------- | ------------------ | ---------- | ---- |
| 1    | Donna Gurr           | Kanada             | 1:07,45    |      |
| 2    | Karen Moe            | Vereinigte Staaten | 1:07,69    |      |
| 3    | Silke Pielen         | BR Deutschland     | 1:07,70    |      |
| 4    | Zdenka Gašparač      | Jugoslawien        | 1:09,72    |      |
| 5    | Cathy Raftery        | Kanada             | 1:09,72    |      |
| 6    | Patricia López       | Argentinien        | 1:12,13    |      |
| 7    | María Cecilia Vargas | Mexiko             | 1:12,91    |      |
| 8    | Pat Chan             | Singapur           | 1:14,24    |      |

### Halbfinale

#### Halbfinale 1
| Rang | Athletin              | Nation             | Zeit (min) | Anm.  |
| ---- | --------------------- | ------------------ | ---------- | ----- |
| 1    | Melissa Belote        | Vereinigte Staaten | 1:06,08    | Q, OR |
| 2    | Susie Atwood          | Vereinigte Staaten | 1:06,26    | Q     |
| 3    | Karen Moe             | Vereinigte Staaten | 1:06,27    | Q     |
| 4    | Wendy Cook            | Kanada             | 1:06,89    | Q     |
| 5    | Tinatin Lekweischwili | Sowjetunion        | 1:07,61    |       |
| 6    | Sue Lewis             | Australien         | 1:07,81    |       |
| 7    | Debra Cain            | Australien         | 1:08,51    |       |
| 8    | Marianne Vermaat      | Niederlande        | 1:09,11    |       |

#### Halbfinale 2
| Rang | Athletin         | Nation         | Zeit (min) | Anm. |
| ---- | ---------------- | -------------- | ---------- | ---- |
| 1    | Andrea Gyarmati  | Ungarn         | 1:06,39    | Q    |
| 2    | Enith Brigitha   | Niederlande    | 1:06,49    | Q    |
| 3    | Silke Pielen     | BR Deutschland | 1:06,98    | Q    |
| 4    | Christine Herbst | DDR            | 1:07,34    | Q    |
| 5    | Donna Gurr       | Kanada         | 1:07,37    |      |
| 6    | Annegret Kober   | BR Deutschland | 1:08,01    |      |
| 7    | Debbie Palmer    | Australien     | 1:08,29    |      |
| 8    | Angelika Kraus   | BR Deutschland | 1:09,10    |      |

### Finale
| Rang | Athletin         | Nation             | Zeit (min) | Anm. |
| ---- | ---------------- | ------------------ | ---------- | ---- |
| 1    | Melissa Belote   | Vereinigte Staaten | 1:05,78    | OR   |
| 2    | Andrea Gyarmati  | Ungarn             | 1:06,26    |      |
| 3    | Susie Atwood     | Vereinigte Staaten | 1:06,34    |      |
| 4    | Karen Moe        | Vereinigte Staaten | 1:06,69    |      |
| 5    | Wendy Cook       | Kanada             | 1:06,70    |      |
| 6    | Enith Brigitha   | Niederlande        | 1:06,82    |      |
| 7    | Christine Herbst | DDR                | 1:07,27    |      |
| 8    | Silke Pielen     | BR Deutschland     | 1:07,36    |      |